# Festival du Bout du Monde

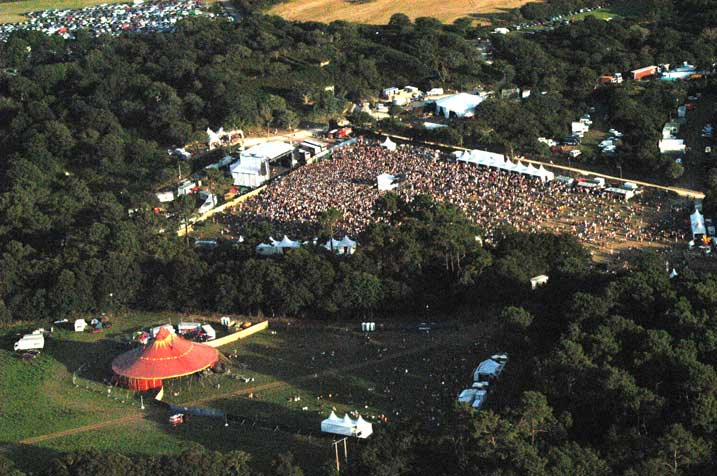
Das Veranstaltungsgelände

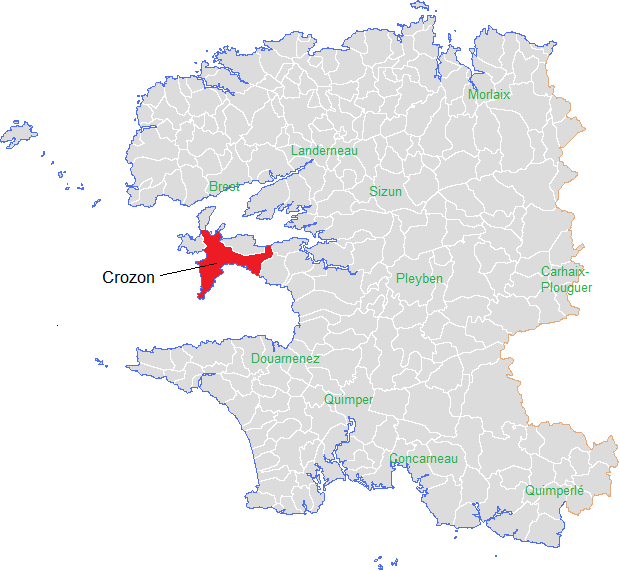
Lage

Das Festival du Bout du Monde (deutsch „Festival am Ende der Welt“) ist ein seit dem Jahr 2000 jährlich im Sommer auf der französischen Crozon-Halbinsel im bretonischen Département Finistère stattfindendes Weltmusikfestival.

## Konzept
Das Festival bietet auf drei Bühnen ein breites Spektrum an neuen und etablierten Künstlern verschiedener Musikrichtungen und Herkunft. Ziel des Festivals ist unter anderem, wenig bekannten Musikern die Möglichkeit zu einem Auftritt vor großem Publikum zu geben.

## Veranstaltung
Der Veranstaltungsort Place d’Ys liegt im Regionalen Naturpark Armorique. Die Besucherzahl am gesamten Veranstaltungswochenende liegt seit mehreren Jahren bei 60.000. Unter den auftretenden Musikern befanden sich beispielsweise Bonga, Emir Kusturica, Têtes Raides, Maceo Parker und Rokia Traoré. Im Jahr 2015 treten mehr als 30 verschiedene Musiker auf, darunter Eric Burdon, Orange Blossom und das John Butler Trio.